# فيليبا الإنجليزية
هذه شخصية عن ملكة الدنمارك والسويد والنرويج القرينة، إذ كنت تريد عن شخصية حملت نفس الاسم، انظر عمتها التي أصبحت ملكة البرتغال القرينة.
فيليبا الإنجليزية (بالإنجليزية: Philippa of England)‏ (أو فيليبا من إنجلترا) والمعروفة أيضاً باسم فيليبا لانكاستر (4 يونيو/حزيران 1394 - 5 يناير/كانون الثاني 1430) هي ملكة حكمت الدنمارك والسويد والنروج وذلك بزواجها من إريك بوميرانيا Eric of Pomerania سنة 1406 حتى وفاتها سنة 1430.
فيليبا هي ابنة هنري الرابع ملك إنجلترا من زوجته الأولى ماري دي بوهون Mary de Bohun، وهي شقيقة هنري الخامس الصغرى.
بعد زواجها ساهمت فيليبا بجانب زوجها في إدارة شؤون البلاد أثناء حكمه، واستلمت حكم الدنمارك بين سنتي 1423 و 1425.

## اقرأ أيضاً
- هنري الرابع ملك إنجلترا
- هنري الخامس ملك إنجلترا